# Вышны-Казимир
Вышны-Казимир (словац. Vyšný Kazimír) — село и одноимённая община в округе Вранов-над-Топлёу Прешовского края Словакии.

## История
Впервые упоминается в 1363 году как «Kazmer Rutinicalias».
В селе есть греко-католическая церковь святой великомученицы Параскевы, построенная 1780 году в стиле барокко.

## Население
| Год:                | 1994 | 2004     | 2014    | 2024    |
| ------------------- | ---- | -------- | ------- | ------- |
| Количество человек: | 193  | 213      | 196     | 190     |
| Разница:            |      | +10,36 % | −7,98 % | −3,06 % |

Национальный состав населения (по данным последней переписи населения 2001 года):
- словаки — 100,0%

При переписи населения в 1920 году в селе проживало 169 человек, при чем к «русской» национальности относилось 148 человек, а к словацкой 18 человек, 3 человека были чужаками.
Состав населения по принадлежности к религии состоянию на 2001 год:
- греко-католики — 76,06%,
- римо-католики — 21,60%,
- протестанты — 0,94%,
- православные — 0,47%,
- не считают себя верующими или не принадлежат к одной вышеупомянутой церкви — 0,47%